# Garland (Arkansas)
Pour les articles homonymes, voir Garland.
La ville américaine de Garland est située dans le comté de Miller, dans l’Arkansas. Lors du recensement de 2010, elle comptait 242 habitants.

## Démographie
| 1910 | 1920 | 1930 | 1940 | 1950 | 1960 |
| ---- | ---- | ---- | ---- | ---- | ---- |
| 277  | 370  | 425  | 325  | 351  | 377  |

| 1970 | 1980 | 1990 | 2000 | 2010 | - |
| ---- | ---- | ---- | ---- | ---- | - |
| 321  | 660  | 415  | 352  | 242  | - |

## Source
- (en) Cet article est partiellement ou en totalité issu de l’article de Wikipédia en anglais intitulé « Garland, Arkansas » (voir la liste des auteurs).